# Spizella passerina
Spizella passerina е вид птица от семейство Овесаркови (Emberizidae).

## Разпространение
Видът е разпространен в Бахамските острови, Белиз, Гватемала, Канада, Коста Рика, Куба, Мексико, Никарагуа, Салвадор, Сен Пиер и Микелон, САЩ, Търкс и Кайкос и Хондурас.